# Glasgow Police Pipe Band
Le Glasgow Police Pipe Band, aussi connu sous les noms de Strathclyde Police Pipe Band, est un pipe band créé en 1883 sous le nom de Burgh of Govan Police Pipe Band. Il remporte à 20 reprises le championnat du monde de pipe band.